# Paglianti
Paglianti is een historisch merk van bromfietsen en miniscooters.
De bedrijfsnaam was Antonio Paglianti, Dosson di Casier, Treviso.
Paglianti was een Italiaans merk dat van 1954 tot 1962 49 cc bromfietsen en 75 cc miniscooters bouwde. De bromfietsen waren doorgaans vlotte, sportieve modellen, maar de Paglianti Mosquito was een "damesbromfiets" met automatische transmissie en een Garelli Mosquito inbouwmotortje.
Van de scooters is de 1½ pk sterke 50cc Paglianti Cip de bekendste.